# Pueblo de Taos
|  | No s'ha de confondre amb Taos Pueblo. |

El pueblo de Taos (del tiwa tua-toh, "el nostre poble") és una tribu ameríndia reconeguda federalment dels Estats Units de parla tiwa (del grup kiowa-tano) i cultura pueblo que viu a Nou Mèxic, on disposa d'una reserva índia.

## Demografia

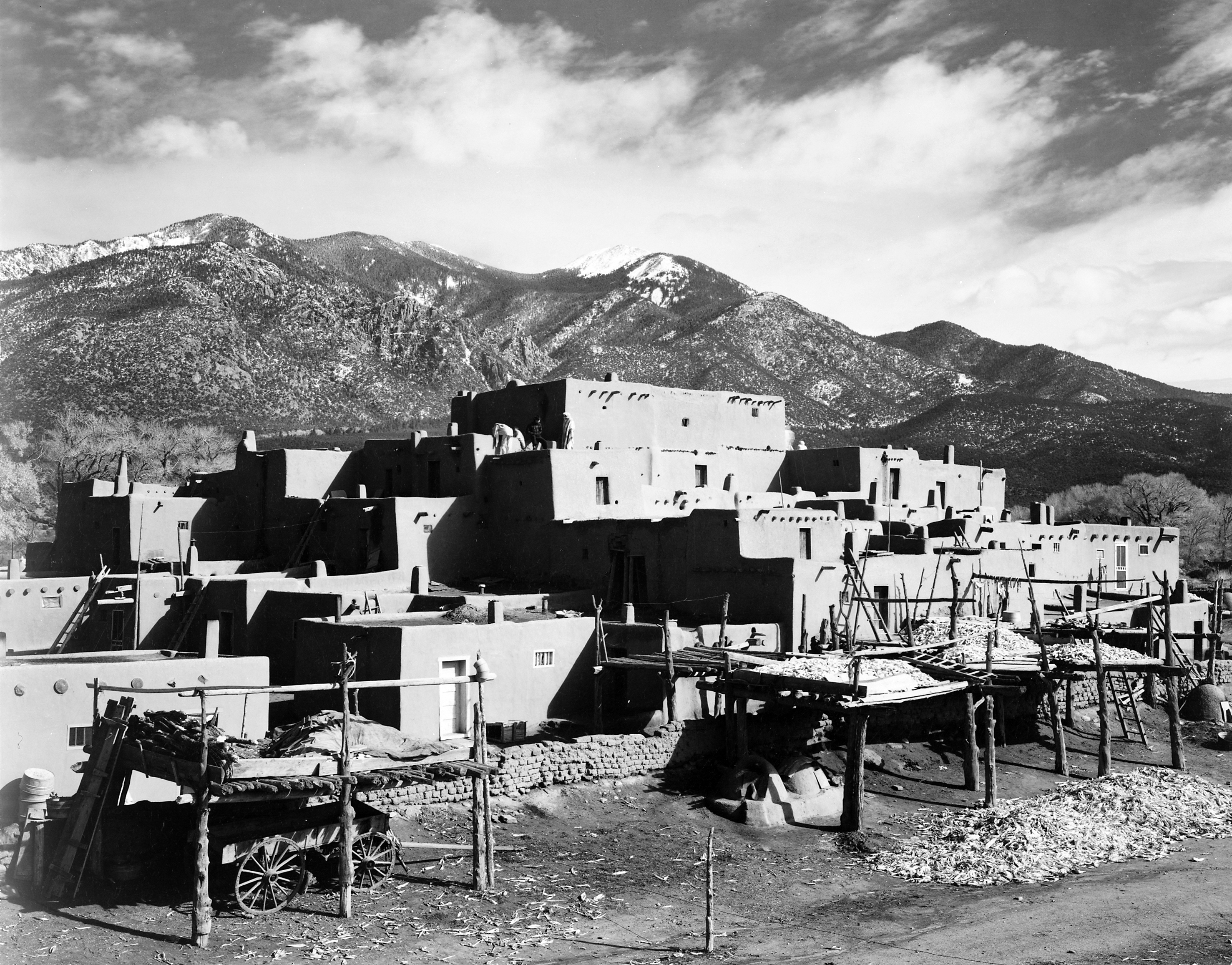
El poble de Taos el 1941

Segons dades de la Bureau of Indian Affairs del 1995, hi havia 2.266 taos apuntats al rol tribal, però segons el cens dels Estats Units del 2000 hi havia registrats 2.581 individus. El municipi de Taos (al comtat de Taos, Nou Mèxic) té un territori de 95.000 acres (384 km²) i 4.700 habitants, dels quals només el 4,11% són amerindis i 54,34% són hispans.

## Etimologia
En dialecte Taos, el pueblo és conegut com "la vila" ja sigui tə̂otho "en la vila" (tə̂o- "vila" + -tho "en") o tə̂obo "cap a la vila" (tə̂o- "vila" + -bo "cap a"). El mateix nom del pueblo és ȉałopháymųp’ȍhə́othə̀olbo "a la boca del canó de salze vermell" (o ȉałopháybo "en els salzes vermells" per abreviar); No obstant això, aquest nom és més comunament utilitzat en contextos cerimonials i és menys freqüent en la parla quotidiana.
La idea que l'espanyol Taos ve de tao "creu de l'orde de Sant Joan dels Cavallers" (del grec tau) és poc probable.

## Curiositats
El poble té aproximadament uns 1000 anys d'antiguitat. La seva arquitectura és única, basada en complexos residencials de tova marró vermellós. Aquestes estructures primitives han canviat molt poc en el transcurs de la llarga història del poble.
Els indis Taos són una de les comunitats poblo més secretistes i geloses de les seves tradicions. El caràcter de Taos com a llar d'una de les últimes comunitats índies que romanen aferrades a la seva identitat ancestral, la seva rellevància històric-arqueològica i la seva singular arquitectura van motivar la inclusió del poble en la llista del Patrimoni Mundial de la Humanitat per la Unesco en 1992.

## Història

### Abans del contacte
La majoria dels arqueòlegs creuen que els indis Taos, juntament amb altres indis pueblo es van establir al llarg del riu Grande emigrant de la regió de Four Corners. Els habitatges d'aquesta regió van ser habitades pels antics pueblo (anasazi), i una llarga sequera a la zona a finals del segle XIII podria haver causat el seu desplaçament cap al riu Grande, on el proveïment d'aigua era més segur.
Al llarg dels seus primers anys, el poble de Taos ser un punt central del comerç entre les poblacions natives al llarg del riu Grande i els seus veïns al nord-est, les tribus de les planures. El pueblo Taos celebrava una fira cada tardor després de la collita agrícola.

### Després del contacte
Els primers visitants espanyols arribaren a Taos en 1540 com a membres de l'expedició de Francisco Vásquez de Coronado, que van passar per molts dels pobles de Nou Mèxic a la recerca de les llegendàries Set Ciutats d'Or. Al voltant de 1620 s'hi va construir la primera església catòlica al poble, San Gerónimo de Taos. Els informes de l'època indiquen que els nadius de Taos es van resistir a la construcció de l'església i a la imposició de la religió catòlica. Al llarg de la dècada de 1600, les tensions culturals van créixer entre les poblacions natives del sud-oest i l'augment de la presència espanyola. Taos no va ser l'excepció, i cap al 1660 els nadius van matar el sacerdot resident i va destruir l'església. Només diversos anys després de la seva reconstrucció, va començar la revolta pueblo de 1680 i els indis Taos destruïren novament San Geronimo i van matar dos sacerdots.
Pels voltants del segle XVIII San Gerónimo de Taos estava en construcció per tercera vegada, i les relacions entre espanyols i natius del poble fou amistosa durant un breu període, ja que tots dos grups van trobar un enemic comú en la invasió dels utes i comanxes. La resistència al catolicisme i a la cultura espanyola era encara forta. Tanmateix, els ideals religiosos espanyols i les pràctiques agrícoles es van obrir camí subtilment en la comunitat de Taos, en gran part durant aquesta època d'augment de cooperació entre els dos grups culturals.
Nou Mèxic es va convertir formalment en un territori dels Estats Units el 1847 amb la signatura del Tractat de Guadalupe-Hidalgo, però va esclatar una revolta al pueblo de Taos dirigida pel mexicà Pablo Montoya i pel líder taos Tomasito, que encapçalaren una força conjunta de mexicans i amerindis que no volien formar part dels Estats Units. Aconseguiren assassinar al governador Charles Bent i altres, i van marxar cap a Santa Fe, però van ser finalment sotmesos després d'haver-se refugiat a la malmesa Església de la Missió de San Gerónimo. Les tropes nord-americanes van bombardejar l'església, matant o capturant als revoltats i en destruïren l'estructura física. Al voltant de 1850 va ser construïda una nova església de la missió prop de la porta oest del pueblo. Les ruïnes de l'església original i la construïda en 1850 són encara visibles dins de la paret del pueblo avui. "The Padre of Isleta", Anton Docher va servir com a sacerdot primer a Taos abans de passar una llarga temporada a Isleta.
En 1924-25 llur cultura fou estudiada per Carl Jung qui va visitar el poble liderat per Ochwiay Biano.

## Galeria d'imatges

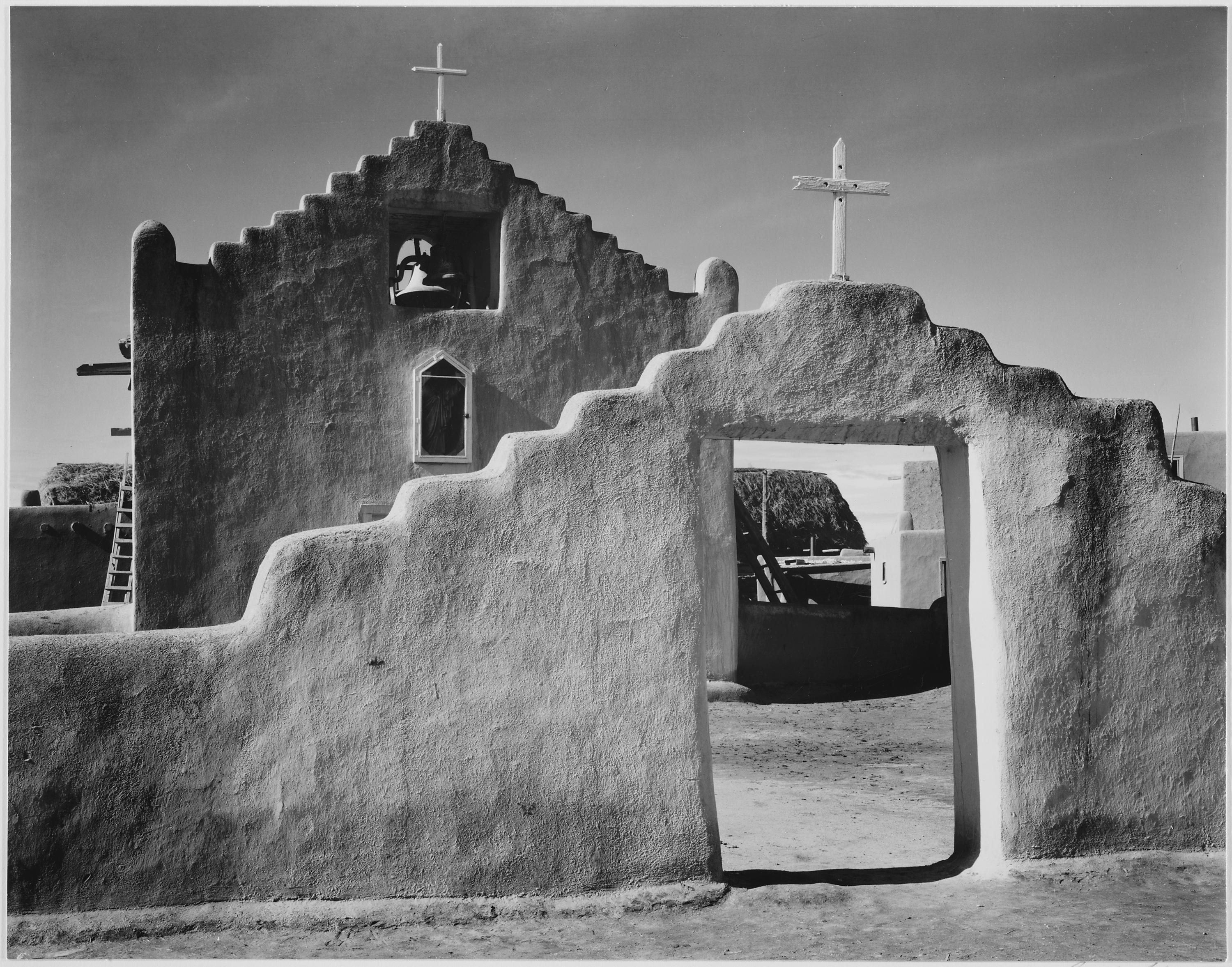
Nova església de Pueblo de Taos, en 1941.
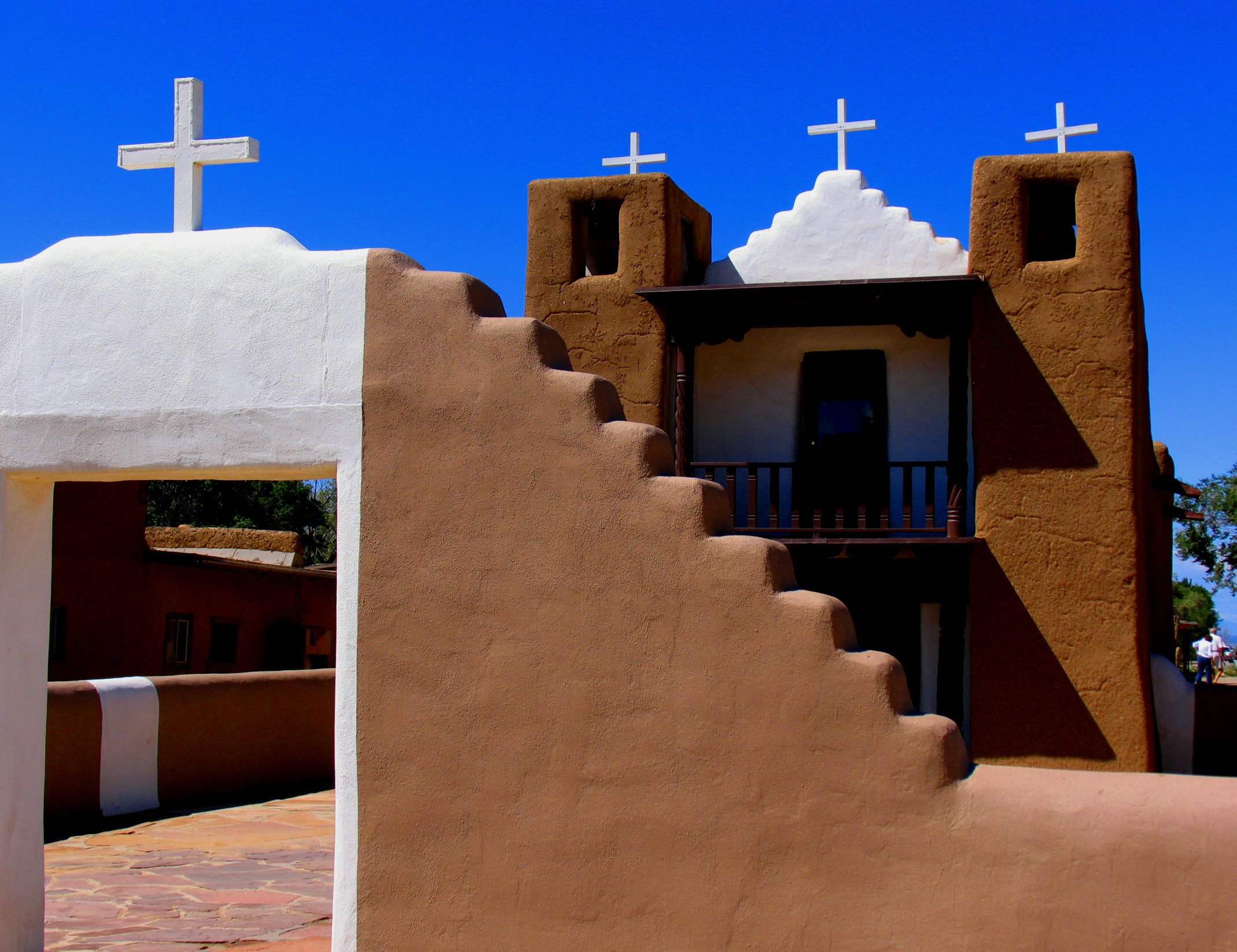
Nova església de Pueblo de Taos, en 2005.
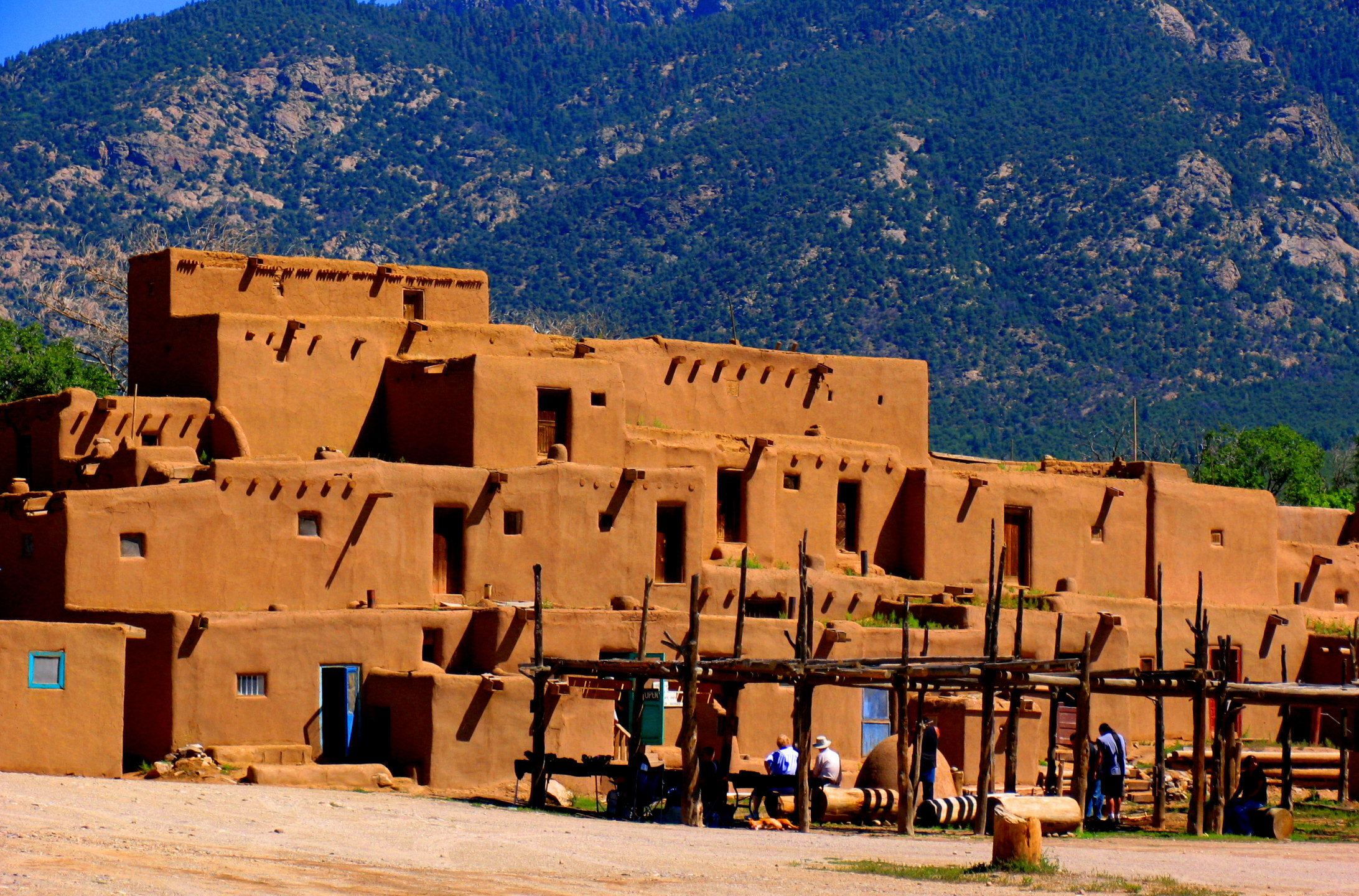
Vista detallada de les habitacions tradicionals de Pueblo de Taos, en 2005.
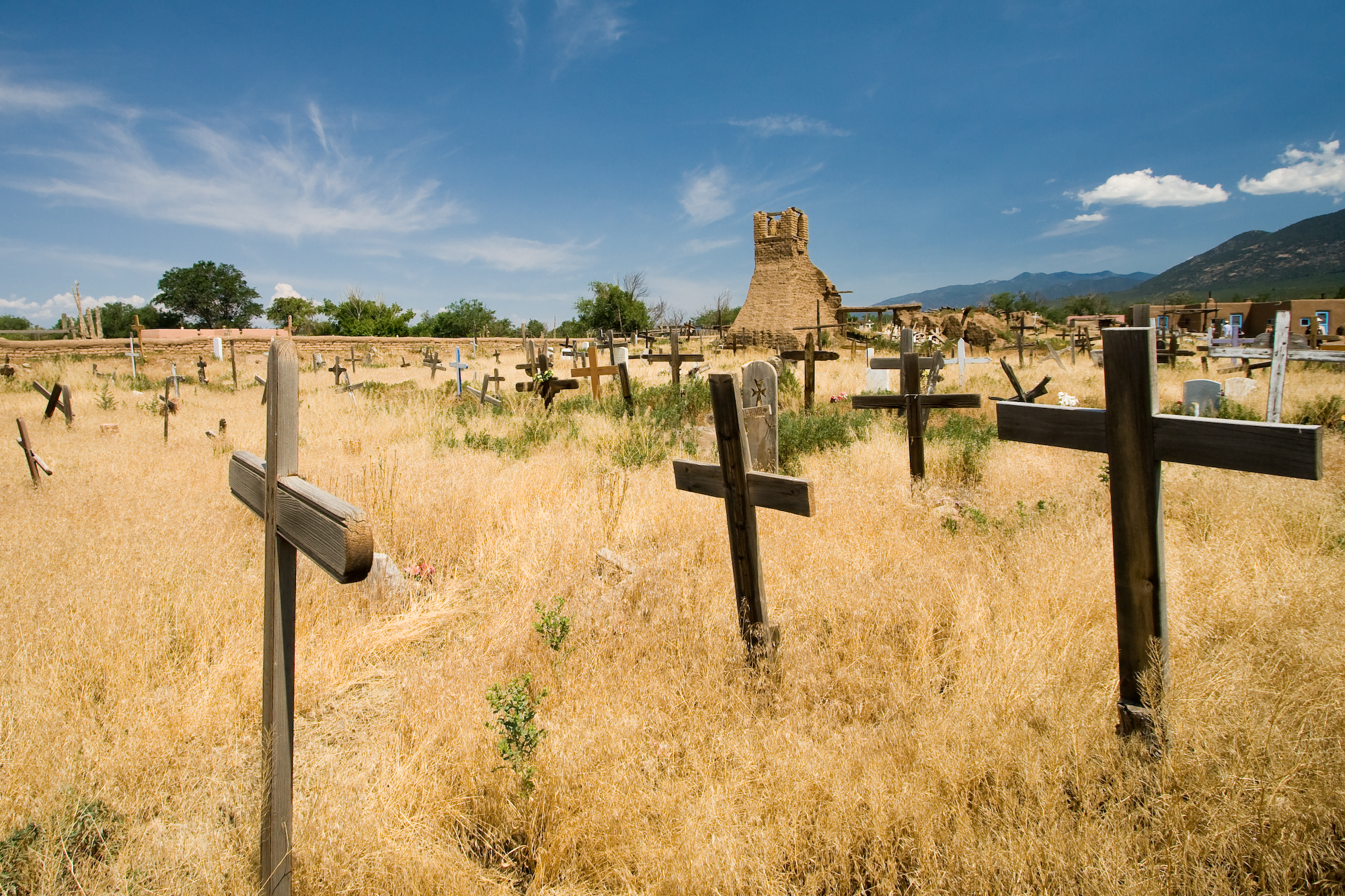
Cementiri tradicional davant les ruïnes de l'antiga església, en 2007.
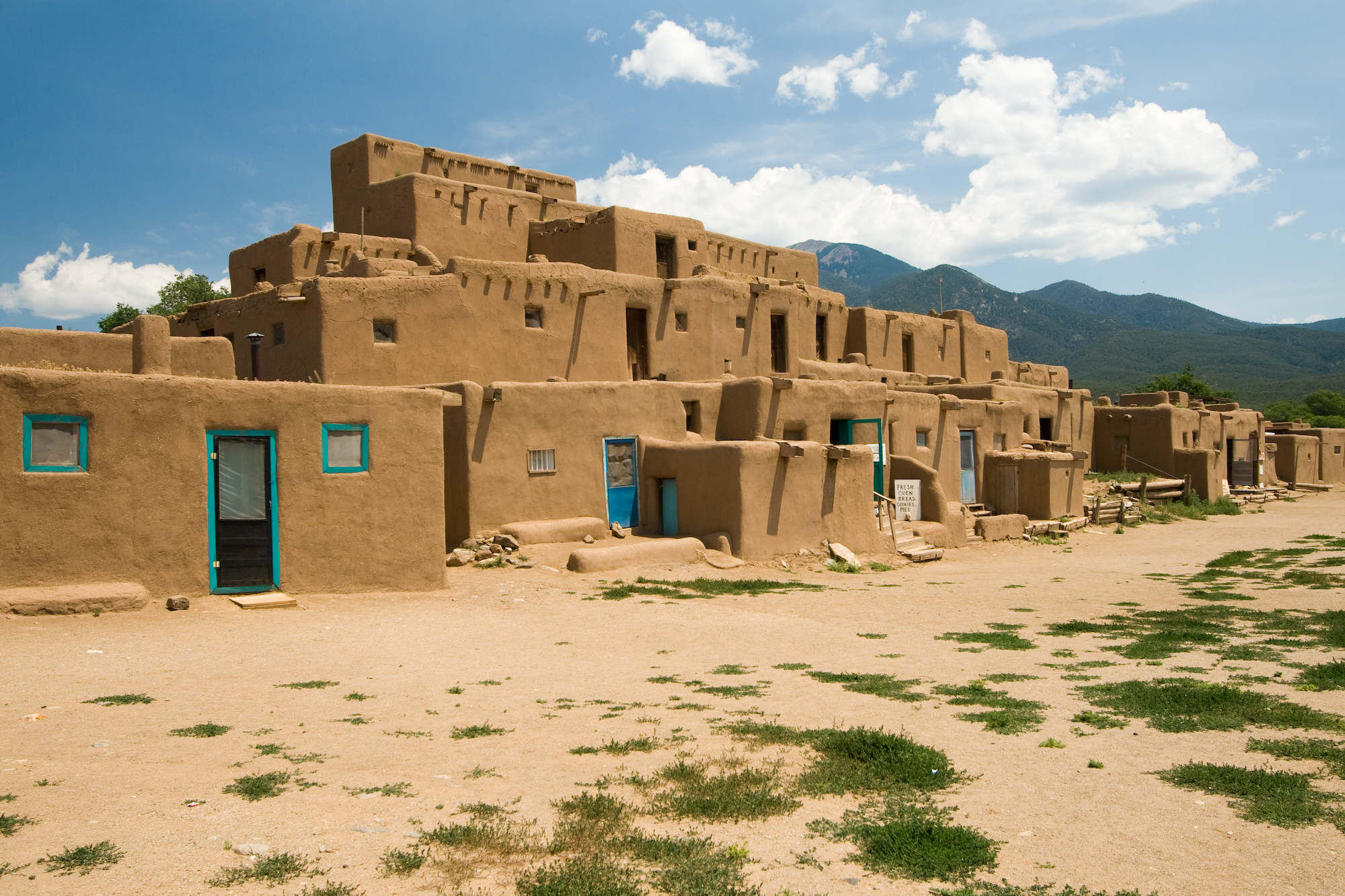
Habitacions tradicionals de Pueblo de Taos, en 2007.